# Sonic Universe
Sonic Universe è una serie a fumetti americana tratta dalla serie di videogiochi giapponese pubblicata dalla Archie Comics e della Sega of America in cui si trova nell'ambito della continuità di Sonic the Hedgehog (Archie), progettata per espandere l'orizzonte di quello dell'universo di Sonic. Sonic Universe si occupa di vari personaggi in tutto l'universo immaginario, tra cui Miles "Tails" Prower, Knuckles the Echidna, Shadow the Hedgehog, Vector the Crocodile, Silver the Hedgehog, Blaze the Cat e molti altri.
Dopo la fine della sua pubblicazione, i fan hanno creato una versione Web non ufficiale, chiamata Sonic Universe Online, a partire da novembre 2021.
In Italia il fumetto è inedito.

## Storia editoriale
La serie segue un formato unico, in cui il suo carattere principale e la storia cambiano ogni quattro albi. Queste storie vengono citate dalla Archie come "archi". Le tracce di solito si verificano contemporaneamente a quelle del fumetto Sonic the Hedgehog, ma in genere si svolgono in luoghi diversi. Lo stesso Sonic spesso non compare in una trama, ad eccezione di apparizioni di sostegno occasionali. La Fleetway, produttrice della serie Sonic the Comic del Regno Unito, ha prodotto una serie di storie simili chiamata Sonic's World dal numero 26 in poi; inoltre, ha ampliato l'universo immaginario, seguendo vari personaggi dell'universo di Sonic sulle loro avventure, che alla fine hanno attraversato la serie corrente in numerose occasioni.
Sonic Universe è pubblicato mensilmente accanto al suo "titolo genitore" Sonic the Hedgehog. Il primo numero è stato pubblicato il 25 febbraio 2009 e ora riempie il ruolo di "secondo fumetto mensile di Sonic" che è stato lasciato aperto dopo la cancellazione di Sonic X.
Un blog ufficiale di Sonic Universe è stato creato sul sito di Archie Comics che occasionalmente potrà approfondire gli eventi delle storie, come rivelare quello che è successo nella sequenza alternativa in cui Silver the Hedgehog ha viaggiato in La saga di Silver. La serie ha successivamente superato Knuckles the Echidna diventando il più lungo spin-off della serie principale.

### Cancellazione
Dopo l'uscita del numero 94 la Archie Comics cominciò a non pubblicare più nuovi numeri e a respingere richieste di abbonamento, dando il via a numerose voci di corridoio su una possibile cancellazione della serie. A luglio dello stesso anno Sega annunciò di aver concluso la sua collaborazione editoriale con la Archie, confermando così la cancellazione della serie assieme a tutte le altre testate di Sonic.

## Pubblicazioni correlate

### Sonic Universe Online
Il 17 novembre 2021 un gruppo di fan ha finalmente cominciato a pubblicare nuovi volumi (assieme alla serie principale) ambientati nell'universo originale senza includere il primo crossover con la serie a fumetti di Mega Man (sempre della Archie Comics), ispirata all'omonima serie di videogiochi della Capcom, ripartendo dal numero 50 riscritto con l'epilogo della serie animata Sonic Underground, e quindi si concluderà nel numero 65. Il fumetto viene intitolato Sonic Universe Online (SUO). L'obiettivo di questa serie è di espandere la continuità principale e concentrarsi su altri personaggi oltre allo stesso protagonista Sonic. In origine, la serie consisteva in lunghi archi narrativi di quattro numeri, sebbene siano apparse anche storie di un solo numero. Tuttavia, a causa della natura di continuazione, compaiono naturalmente archi narrativi costituiti da tre numeri anziché quattro, con archi successivi più corti o più lunghi di quattro parti.

## Trama

### Serie originale (numeri 1-50)
I numeri n. 1-4, dal titolo La Saga di Shadow, si incentrano su Shadow the Hedgehog in seguito agli eventi da Sonic the Hedgehog #196 e Sonic X #40. Shadow e Metal Sonic finiscono nel mondo alternativo che ospita Blaze the Cat. Lei si allea con Shadow per aiutarlo a sconfiggere il robot e tornare alla propria realtà. Dopo di che, Shadow e Rouge the Bat si avvicinano a Sonic the Hedgehog per neutralizzare un'arma che il Dr. Eggman intende usare contro i Freedom Fighters di Knothole e forse altre forze che gli si oppongono. Questo è stato seguito dal primo incontro di Shadow con il futuro compagno di squadra E-123 Omega e la coppia si è unita a Rouge per diventare il Team Dark e recuperare un Chaos Emerald.
I numeri 5-8, si chiamano Mobius: 30 anni dopo, con un ritorno ad una possibile realtà alternativa già visitata nella serie principale. In questo arco, il viaggiatore del tempo Silver the Hedgehog viaggia in questa epoca nel tentativo di ostacolare gli eventi che porteranno alla devastazione del futuro da cui proviene. Nel corso di questa storia egli finisce per unire le forze con una nuova squadra di Freedom Fighters, formata dai figli degli eroi della realtà attuale della serie, per ostacolare il malvagio Re Shadow the Hedgehog, che scatena una fusione mostruosa di Tikal e Chaos dal videogioco Sonic Adventure chiamata Perfect Tikhaos.
I numeri 9-12, sono conosciuti come Knuckles: Il Ritorno, in cui Knuckles e i suoi compagni di squadra, i Chaotix, partirono a catturare il criminale Echidna Dr. Finitevus e punirlo per il suo recente coinvolgimento nel breve possesso di Knuckles dal malvagio Entity Enerjak. Come risultato della ricerca, finiscono per combattere il dottor Finitevus e i suoi alleati temporanei, una sezione della Legione Dark Egg, composta quasi interamente da membri di Platypus, guidati dal grande maestro Bill, ex Freedom Fighter. I Chaotix sono uniti in battaglia dai Downunda Freedom Fighters, la sezione locale degli eroi che difendono la regione. Questo arco ha anche introdotto Thrash the Tasmanian Devil come membro temporaneo dei Freedom Fighter, ma che agisce in modo scorretto e mostra particolare animosità verso le echinette.
I numeri 13-16, chiamati Il viaggio in Oriente (una parodia della storia cinese Il viaggio in Occidente), questo arco ha avuto luogo tra i numeri 209 e 210 della serie principale e comprendeva Sonic, Tails, Sally Acorn, E il loro alleato Monkey Khan che si reca al Regno di Drago, la patria di Khan e quella dei loro nemici reciproci, l'Iron Dominion. Lo scopo del viaggio era quello di rompere i legami tra la Regina del Re, il Re e i quattro clan ninja che giuravano loro fedeltà. Nel corso del processo, il gruppo ha appreso di più sui personaggi che avevano precedentemente incontrato, i quali, formavano un'alleanza temporanea con un gruppo di nemici conosciuti come Destructix e furono ricongiunti dall'allenato estraneo Espio the Chameleon, che aveva lasciato i Chaotix per unirsi al suo popolo sotto il Dominio ma è diventato libero di ricongiungersi agli eroi ottenendo come risultato, un vantaggio al gruppo di Sonic.
I numeri 17-20 sono stati un adattamento allentato del gioco SEGA Tails Adventure, che è stato anche il titolo dell'arco. Come nel gioco, Tails affronta la Battle Bird Armada, un'armata di uccelli, guidati dal malvagio Grande Badoru Kukku, che hanno creato una struttura vicino all'isola remota di Cocoa. Nella versione adattata degli eventi, Antoine e Bunnie D'Coolette, compagni di Tails, si sono uniti a questa avventura, dopo aver viaggiato con lui a Cocoa Island per una luna di miele in ritardo. In questa storia si scopre che l'Armada sta lavorando con il Dr. Eggman, ma come forza indipendente non sotto il suo controllo. L'arco stabilisce anche le connessioni tra la Battle Bird Armada e i Babylon Rogues, che lavoravano nella fazione.
Nei numeri 21-24, denominati Treasure Team Tango, sono stati protagonisti una varietà di personaggi SEGA, ma in primo luogo sono stati Amy Rose, Cream the Rabbit e Blaze the Cat. La premessa dell'arco ha coinvolto Amy e Cream, che hanno collaborato con una riluttante Blaze, soprannominandosi "Team Rose", per individuare un vicino Sol Emerald, una pietra magica necessaria per salvare il mondo originario di Blaze. La loro ricerca è complicata dall'arrivo di altre squadre che cercano la gemma, rispettivamente Team Dark, che hanno l'ordine di consegnare il gioiello alla G.U.N., Team Hooligan, composto dai personaggi classici SEGA Nack the Weasel, Bark the Polar Bear e Bean the Dynamite, e Team Babylon, composto da Jet the Hawk, Wave the Swallow e Storm the Albatross.
I numeri 25-28, intitolati La saga di Silver, rappresentavano Silver the Hedgehog che visitava un altro futuro alternativo. In questa realtà apocalittica, ha collaborato con versioni alternate dei personaggi della serie attualmente in corso sotto la guida di Jani-Ca, figlia di un corrotto Knuckles the Echidna e del suo interesse d'amore per la serie, Julie-Su. Insieme, questo gruppo ha combattuto contro il cattivo Enerjak e i suoi soldati, che consistevano in robot Slave creati dalla forza di vita rubata dai vari personaggi precedentemente introdotti nella serie. La prima rata segnò la prima emissione di punti di riferimento della serie.
I numeri 29-32, chiamati Scourge: Rinchiuso, si concentrano sulla controparte malvagia di Sonic da una dimensione alternativa, Scourge the Hedgehog. Essendo precedentemente stato consegnato a una forza di polizia interdimensionale nota come Zone Cops, Scourge aveva perso gran parte della sua fiducia e diventò il sacco di punzonatura di molti suoi colleghi. Tuttavia, le cose cambiano quando Destructix, suo ex alleato, e guidato dalla sua fidanzata, Fiona Fox, arrivano in prigione con i piani per evadere. Questo arco era notevole in quanto non presentava personaggi SEGA effettivi, ma variazioni di essi esclusivi al fumetto.
I numeri 33-36, conosciuti come L'ascesa dei Babylon, hanno continuato la storia dei Babylon Rogues e della Battle Bird Armada. Il trio dei rinnegati finì per essere costretto a unirsi con l'Armada e insieme le due forze partirono per individuare la casa perduta del Babylon Garden. In questo modo l'arco si adatta ai concetti del videogioco Sonic Riders, anche se ancora con elementi della serie a fumetti in corso, che giocano un ruolo importante. Questo è stato uno dei pochi archi che caratterizzano Sonic con una certa prominenza, in quanto l'Armada ha infine attaccato la città di casa dei combattenti di libertà in cerca della loro patria.
I numeri 37-40, intitolati Strapazzati, si sono concentrati sul culmine di una rivalità tra il Dr. Eggman e il nipote Snively. Quest'ultimo, dopo aver lasciato l'Eggman Empire ed uscito da solo, disturba in qualche modo le operazioni di Eggman, costringendolo a ripristinare l'ordine. Dopo una breve sosta nella Federazione Unita, dove Snively si avvicina alla sua sorella Hope per entrare a far parte di lui e Eggman si impegna alle forze militari sotto l'appoggio di E-123 Omega, Snively si dirige verso il Regno di Dragon. Lì Snively salvò il suo interesse d'amore, l'Iron Queen imprigionata, prima di impegnare lo zio in uno scontro riscaldato.
I numeri 41-44, coprono Libertà Segreta, con Silver the Hedgehog e i suoi nuovi compagni di squadra, i seguaci dei Freedom Fighters. Questo gruppo, un gruppo di oggetti di colore nero creato e guidato dal re eletto Elias Acorn, è stato lanciato per ostacolare gli sforzi del recherzo malvagio re usurpatore Ixis Naugus e il suo apprendista Geoffrey St. John, che prevedeva di dominare la città di New Mobotropolis, anche se la mente antica controlla la magia. In tal modo, il gruppo ha operato in maschere e usando codici in modo da impedire che la loro identità vera venga scoperta da Naugus, che avrebbe fatto male alle famiglie e agli amici vulnerabili se venissero a saperlo.
Il numero 45 è la prima storia unica ed è stata un adattamento del gioco di corse Sonic & All-Stars Racing Transformed. Non è impostato nella continuità principale.
I numeri 46-49 hanno visto il team Chaotix in Chaotix Quest, che ha viaggiato nelle regioni di Mercia e nel Grande Deserto in cerca dei loro compagni di squadra mancanti, Ray the Flying Squirrel e Mighty the Armadillo. Durante gli eventi, sono avvenuti conflitti tra i Freedom Fighters e la Dark Legion Chapter Feeds di entrambe le regioni. Combattendo il tirannico Lord Hood in un raid per liberare i prigionieri dalla sua prigione medievale e combattere contro il cattivo Jack Rabbit, leader dei guerrieri Sand Blaster Freedom Fighters.
Il numero 50, Forgiato nel Fuoco fu la seconda pietra miliare della serie, ha caratterizzato una storia che si concentrava su Metal Sonic che combatteva Shard the "Mecha" Sonic, questo albo ha incluso una ristampa di Sonic the Hedgehog #25, la storia in cui entrambi erano introdotti inizialmente (come la stessa entità). Originariamente questo numero era stato progettato per caratterizzare un epilogo a lieto fine della serie animata Sonic Underground. Questo è stato l'ultimo numero impostato nella timeline originale prima del riavvio, che è stata sovrascritto da una nuova realtà in seguito al crossover Sonic and Mega Man: When Worlds Collide a causa di problemi legali tra Archie e l'ex sceneggiatore Ken Penders.

### Serie crossover (numeri 51-54 e 76-78)
I numeri 51-54 sono stati inclusi nell'arco storico di I mondi si scontrano, una storia di dodici episodi che caratterizza un crossover tra le serie a fumetti Sonic the Hedgehog e Mega Man (in cui si intitola Sonic and Mega Man: When Worlds Collide) prodotta dall'azienda. Questi numeri, anziché essere cronologicamente indietro, sono stati invece pubblicati in sequenza con l'emblema Mega Man e Sonic the Hedgehog, servendo come parti 2, 5, 8 e 11 di dodici.
I numeri 76-78 faranno parte della storia dell'arco di storia di Archie Worlds Unite, una storia di dodici numeri che segna il secondo crossover tra Sonic e Mega Man, oltre a rappresentare personaggi di numerosi altri franchise SEGA e Capcom. Come Worlds Collide, questi temi sono stati pubblicati in sequenza con i fumetti Mega Man, Sonic the Hedgehog e Sonic Boom, che servono come parti 1, 5 e 9 di dodici.

### Serie reboot (numeri 55-94)
I numeri 55-58 comprendevano la saga Pirate Plunder Panic, che seguiva direttamente gli eventi di Worlds Collide e aveva collegamenti con il precedente arcade Treasure Team Tango il primo arcobaleno dell'arco La saga di Shadow. Amy Rose e Cream the Rabbit, insieme ai ricorrenti anti-criminali Bark the Polar Bear e Bean the Dynamite, vengono trasportati alla Dimensione Sol, il mondo di Blaze the Cat. Le due eroine si uniscono a Blaze e al suo braccio destro, Marine the Raccoon, contro un equipaggio di pirati robotici guidati dal nefasto Captain Metal, in un'offerta per recuperare l'ultimo dei Sol Emerald sparsi e salvare il mondo di Blaze dalla distruzione totale.
I numeri 59-62 hanno riguardato la saga La caduta di Shadow, che è una sorta di sequel al videogioco Shadow the Hedgehog. In questa storia arriva un nuovo Black Comet per minacciare la terra, portando gli ultimi membri rimasti della razza aliena, le Black Arms, per vendicare i loro compagni caduti. Il Team Dark, insieme a una piccola squadra di truppe G.U.N. sono stati incaricati di infiltrarsi nella cometa e di detonare una bomba atomica a bordo per distruggerla. Shadow è costretto a affrontare il suo passato come soldato alieno quando affronta il nuovo capo delle Black Arms, Black Death e il guerriero è stato allevato specificamente per distruggerlo, Eclipse the Darkling.
I numeri 63-66 comprendono Great Chaos Caper, che corre parallela all'adattamento di Sonic Unleashed che si svolge nella serie principale. In questo arco, Knuckles e i Chaotix uniscono le forze nella caccia per i Chaos Emerald per aiutare i Freedom Fighters nel tentativo di ripristinare il mondo alla normalità dopo la sua rottura in sette continenti. Nel processo, devono contendersi con i soldati di Dark Gaia e degli Hooligan, una squadra di classici guerrieri del gioco di Sonic che consistono in Nack the Weasel, Bark the Polar Bear e Bean the Dynamite. Lungo la strada incontrano Chip, il Light Gaia.
I numeri 67-70 compongono l'arco Eclissi Totale, un sequel de La caduta di Shadow e Great Chaos Caper, continuando le tracce di Knuckles e Team Dark da entrambi come Eclipse e Black Arms sbarcano su Angel Island. Il Team Dark raggiunge l'altra fazione e Knuckles con riluttanza unisce le forze con loro per cacciare la minaccia. Tuttavia, quando Eclipse si prefigge di rivendicare il Master Emerald, Shadow decide di rivolgersi ai G.U.N., ingannando Knuckles, che lo combattono per mantenere l'Emerald su Angel Island. I loro combattimenti provocano Eclipse che prende l'Emerald, costringendo Knuckles a romperlo e portando così al suo coinvolgimento nella trama della serie principale. Combinati, La caduta di Shadow, Great Chaos Caper e Eclissi Totale costituiscono la Dark Trilogy.
I numeri 71-74 sono l'arco Scintilla di vita, che si concentra sull'intelligenza artificiale Freedom Fighter conosciuta come Nicole. Presente in entrambi i "Mondi Digitali" e sull'isola isolata (dal gioco Knuckles' Chaotix), introduce il maligno programma informatico Phage e il creatore di Nicole nella nuova realtà, il Dr. Ellidy.
Il numero 75 è la storia standalone Furia, in cui Sonic e Metal Sonic devono correre per recuperare uno dei Chaos Emerald. La storia coinvolge entrambi i personaggi che passano attraverso un gateway conosciuto come Portale Genesis e riunisce Silver the Hedgehog, che ha viaggiato attraverso il tempo e lo spazio per chiudere i portali. Metal Sonic finisce bloccato nello spazio alla fine del numero.
I numeri 79-82 comprendono L'era di Silver, che segue Silver mentre affronta la minaccia dei Genesis. Aiutandolo alla sua missione sono il professor Von Schlemmer (un personaggio della serie animata Le avventure di Sonic) e Gold the Tenrec; a opporsi a loro è il malvagio e corrotto Onyx City Council e la loro forza dei Robot che fungono dalla Protezione Civile. Gli eventi di questo arco sono impostati prima della crossover "Worlds Unite", nonostante i numeri siano stati pubblicati dopo.
I numeri 83-86 contengono l'arco di storia Eggman's Dozen, il cui titolo è una parodia del film Quella sporca dozzina. Il titolo si riferisce agli Egg Boss di Eggman, suoi esecutori regionali e leader delle varie unità dell'Egg Army, il suo esercito di cyborg, che sono state riunite da Eggman per riconquistare Eggmanland (Sonic Unleashed) dai gemelli Naugus. Questi due nemici consistono in Walter Naugus, il ricorrente stregone precedentemente noto come Ixis Naugus (che prima apparve nella serie animata Sonic the Hedgehog SatAM) e sua sorella Wendy Naugus (un nuovo personaggio basato sull'antagonista principale del gioco Tails' Skypatrol).
I numeri 87-90 compongono la storia Shattered, in cui Knuckles ed Amy cercano i pochi rimanenti frammenti del Master Emerald, precedentemente distrutti nel numero finale di Eclissi Totale. A loro si aggiunge il Team Dark, che attualmente sta cacciando Eclipse e le sue Black Arms; Walter Naugus ritorna dalla Dozen di Eggman, impegnandosi a ricostruire il Master Emerald, e si travestisce da un'antica echidna chiamata Nixus per ingannare i Knuckles a dargli i frammenti. Alla fine Walter Naugus viene incarcerato per le sue malefatte.
I numeri 91-94 sono stati l'arco narrativo Il caso della principessa pirata. I Chaotix tentano di salvare la principessa Undina dai pirati dell'alba calante (Pirates of the Setting Dawn) e vengono coinvolti in una caccia al tesoro.

## Personaggi

### Eroi
- Sonic the Hedgehog
- Sally Alicia Acorn
- Bunnie D'Coolette
- Antoine D'Coolette
- Rotor the Walrus
- Sir Charles "Chuck" Hedgehog
- Nicole the Holo-Lynx
- Miles "Tails" Prower
- Knuckles the Echidna
- Amy Rose
- Cream the Rabbit
- Cheese the Chao
- Big the Cat
- Vector the Crocodile
- Charmy Bee
- Espio the Chameleon
- Shadow the Hedgehog
- Rouge the Bat
- E-123 Omega
- Silver the Hedgehog
- Blaze the Cat
- Mighty the Armadillo
- Ray the Flying Squirrel
- Gold the Tenrec
- Professor Von Schlemmer
- Mega Man
- Protoman
- Dr. Light
- Roll
- X
- Zero
- Bass

### Antagonisti
- Robo-Robotnik / Ivo Robotnik / Dr. Eggman
- Colin Kintobor Jr. / Dr. Snively Robotnik / Dr. Julian Snively
- Metal Sonic
- Orbot & Cubot
- SWATbots / Egg Swat
- Eggman Nega
- Metal Sonic 3.0
- Capitan Whisker
- Ixis Naugus
- Mammoth Mogul
- Geoffrey St. John
- Agunus Rhino
- Nusgau Bat
- Suguna Lobster
- Ixis Vale
- Axel the Water Buffalo
- Lord Mordred Hood
- Tundra the Walrus
- Cassia the Pronghorn
- Clove the Pronghorn
- Thunderbolt the Chinchilla
- Nephthys the Vulture
- Grande Badoru Kukku
- Akhlut the Orca
- Abyss the Squid
- Conquering Storm
- Maw the Thylacine
- Walter Naugus
- Wendy Naugus
- Speedy
- Dr. Fukurokov
- Dr. Albert W. Wily
- Sigma
- Sei Nefasti
- Bandanna Ghost
- Bow Tie Ghost
- Time Eater
- Patch
- Jet the Hawk
- Wave the Swallow
- Storm the Albatross
- Tails Doll
- Metal Knuckles
- SWATbots
- Sleet
- Dingo
- Fang the Sniper
- Bean the Dynamite
- Bark the Polar Bear
- Scourge the Hedgehog
- Neo Metal Sonic
- Solaris / Mephiles the Dark / Iblis la Fiamma del Disastro